# Kuenga (Fluss)
Die Kuenga (russisch Куэнга) ist ein 170 Kilometer langer linker Nebenfluss der Schilka in Transbaikalien im asiatischen Teil Russlands.

## Verlauf
Die Kuenga entspringt in etwa 1050 m Höhe unterhalb eines Passes über den Hauptkamm des Nertscha-Kuenga-Gebirges an dessen südöstlicher Flanke. Der zu den Südsibirischen Gebirge gehörende Mittelgebirgszug trennt das Einzugsgebiet der Kuenga von dem der weiter westlich (oberhalb) in die Schilka mündenden Nertscha und erreicht auf diesem Abschnitt eine Höhe von gut 1200 m. Die Quelle liegt etwa 35 Kilometer Luftlinie nordwestlich der Siedlung städtischen Typs Bukatschatscha.
Die Kuenga fließt auf ihrer gesamten Länge in südöstlicher bis südlicher Richtung durch ein insbesondere am Oberlauf, aber auch auf Abschnitten des Unterlaufes relativ enges und felsiges Tal. Dieses ist anfangs bewaldet, vorwiegend mit Lärchen und Birken; zum Unterlauf wird die Landschaft steppenartig. Sie mündet schließlich etwa auf halbem Wege zwischen den Kleinstädten Nertschinsk und Sretensk beim Dorf Dunajewo in den Amur-Quellfluss Schilka. Oberhalb der Mündung erreicht die Kuenga eine Breite von knapp 50 Meter bei einer Tiefe von weniger als einem Meter. Die Fließgeschwindigkeit beträgt dort 0,6 m/s.
Die bedeutendsten Nebenflüsse sind Agita und Aleur von links sowie Olow und Areda von rechts.
Der Name des Flusses ist ewenkischer Herkunft, abgeleitet entweder vom Wort kujan für Schenkel (dem ein in Mündungsnähe liegender Berg ähneln soll) oder kue für (eine Art) Hirsch und entsprechend kuenga etwa Hirsch-Ort.

## Hydrologie
Das Einzugsgebiet des Flusses umfasst etwa 7000 km². Die durchschnittliche jährliche Abflussmenge an der Mündung beträgt 0,402 km³ absolut, entsprechend im Mittel etwa 12,7 m³/s. Von Ende Oktober bis Ende April friert der Fluss zu, dabei gelegentlich bis zum Grund.

## Nutzung und Infrastruktur
Die Kuenga ist nicht schiffbar.
Von der Mündung, in deren Nähe sich bei Streckenkilometer 6526 ab Moskau im Dorf Dunajewo die nach dem Fluss benannte Station Kuenga der Transsibirischen Eisenbahn befindet, folgt die Strecke auf 60 Kilometern bis Tschernyschewsk (Station Tschernyschewsk-Sabaikalski) dem Fluss aufwärts, wobei sie ihn unweit von Dorf und Bahnstation Ukurei überquert. Dieser Streckenabschnitt stellt den ersten, ab 1908 errichteten Teil der Amureisenbahn dar, die von der ursprünglichen, 1901 eröffneten Transbaikalstrecke nach Sretensk abzweigt, die den Fluss einen knappen Kilometer oberhalb der Mündung bis heute als eingleisige, nicht elektrifizierte Stichstrecke kreuzt. Ab Tschernyschewsk wendet sich die Strecke der Transsibirischen Eisenbahn in das Tal des linken Kuenga-Nebenflusses Aleur, während der Kuenga auf der linken Talseite auf weiteren 50 Kilometern eine Nebenstrecke folgt, die dann in das Tal des größeren linken Nebenflusses Agita abzweigt und beim nochmals 20 Kilometer aufwärts gelegenen früheren Steinkohlenbergbauzentrum Bukatschatscha endet.
Bei Tschernyschewsk kreuzt die föderale Fernstraße M58 Amur, Teil der transkontinentalen Straßenverbindung, den Fluss; dort zweigt eine Lokalstraße ab, die Fluss und Eisenbahnstrecke nach Bukatschatscha folgt. Den Unterlauf des Flusses zwischen Dorf Werchnjaja und Nischnjaja Kuenga überquert ihn die der Schilka folgende Regionalstraße R426 von Mogoitui nach Sretensk.